# 미이라 (2017년 영화)
《미이라》(영어: The Mummy)는 2017년 공개된 미국의 액션 모험 영화이다. 《미이라》 영화 시리즈의 리부트 작품이자, 유니버설 몬스터 시네마틱 유니버스의 첫 번째 작품이다. 앨릭스 커츠먼이 연출하고 존 스페이츠가 각본을 집필하였으며, 배우 소피아 부텔라가 아마네트 역을 연기한다.

## 줄거리
사막 한 가운데, 고대 이집트 미이라의 무덤을 발견한 닉(톰 크루즈)은 미이라의 관을 수송하던 중 의문의 비행기 추락사고로 사망한다. 그러나 죽음에서 다시 깨어난 닉. 그는 자신이 발견한 미이라 무덤이 강력한 힘을 갈구한 잘못된 욕망으로 인해 산 채로 봉인 당해야 했던 아마네트 공주의 것이며, 자신이 부활하게 된 비밀이 이로부터 시작됨을 감지한다.
한편, 수천 년 만에 잠에서 깨어난 아마네트는 분노와 파괴의 강력한 힘으로 전 세상을 자신의 것으로 만들려 하고, 지킬 박사(러셀 크로우)는 닉에게 의미심장한 이야기를 전한다.

## 출연
- 톰 크루즈[1] - 닉 모튼
- 소피아 부텔라 - 아마네트
- 애너벨 월리스 - 제인 핼시
- 러셀 크로 - 헨리 지킬 박사
- 제이크 존슨 - 크리스 베일
- 코트니 B. 밴스 - 그린웨이 대령
- 치코 켄자리 - 말릭 역
- 하비에르 보테트 - 세트
- 시나 시호코 나가이 - 박물관 여행객
- 솔로몬 타이워 저스티파이드 - 여행객
- 제이슨 매튜슨 - 박물관 남자
- 누프 맥이완 - 기술자 대표
- 셀바 라살링감 - 메텝트레 왕
- 타이론 러브 - 프로디지움 요원
- 딜런 스미스 - 로렌초 몬타나리
- 레즈 켐프턴 - 포먼
- 마르반 켄자리 - 말릭

## 같이 보기
- 다크 유니버스